# 꽝우옌현

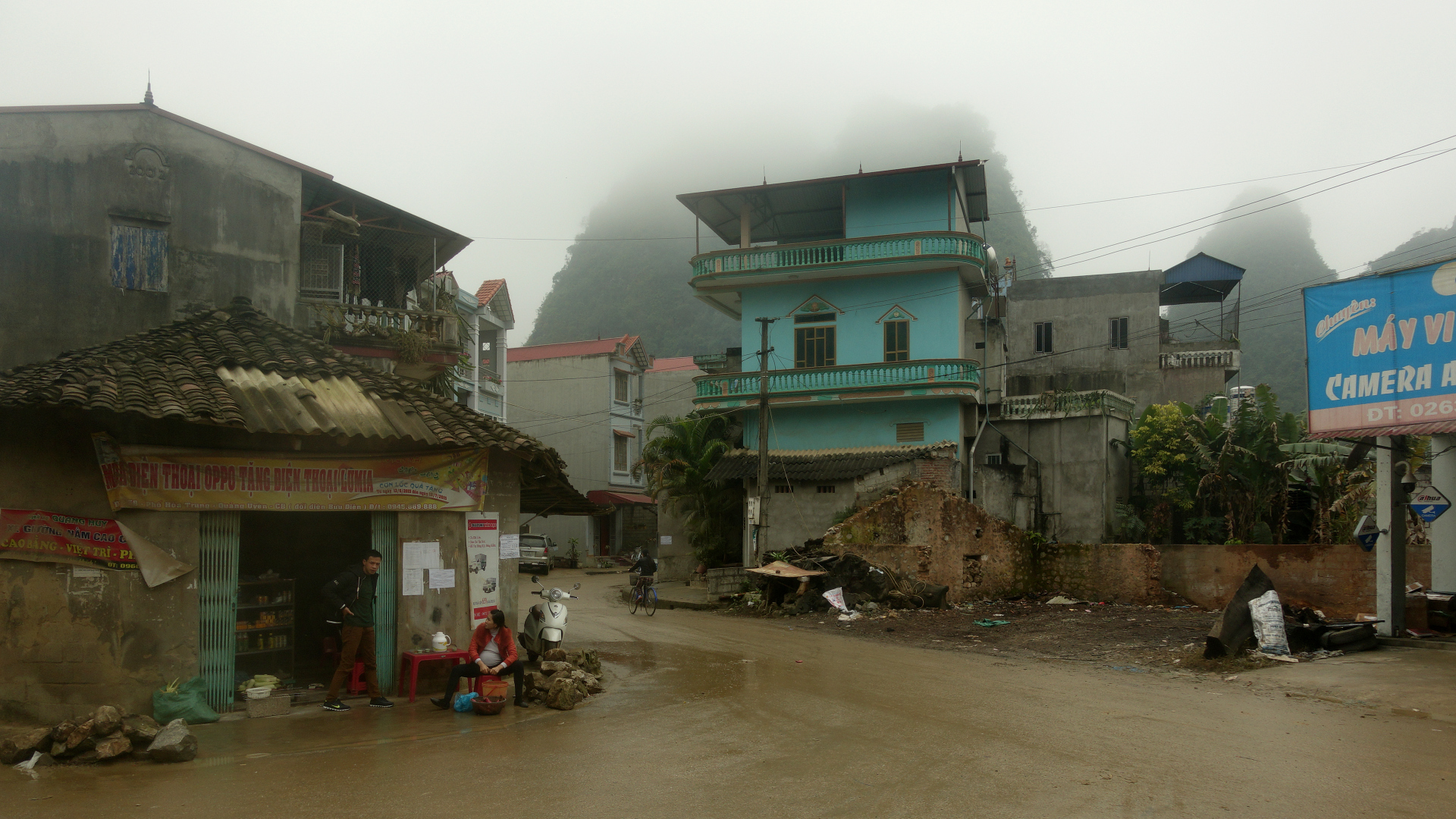

꽝우옌현(베트남어: Huyện Quảng Uyên / 縣廣淵)은 베트남 동북부 지방 까오방성에 있던 현으로서 현청 소재지는 꽝우옌 시진이며 면적은 383km2, 인구는 42,544명(2003년 기준)이었다.

## 역사
2001년 12월 13일에 푹호아현과 꽝우옌현이 꽝호아현에서 분리되어 신설되었다. 2020년 2월 10일을 기해 다시 꽝호아현으로 통합되었다.

## 행정 구역
꽝우옌현은 1시진, 10사를 관할하였다.

## 시진
- 꽝우옌 시진 (Thị trấn Quảng Uyên, 廣淵市鎭)

### 사
- 까이보사 (Xã Cai Bộ, 該簿社)
- 찌타오사 (Xã Chí Thảo, 至草社)
- 독럽사 (Xã Độc Lập, 獨立社)
- 하인푹사 (Xã Hạnh Phúc, 幸福社)
- 홍꽝사 (Xã Hồng Quang, 鴻光社)
- 응옥동사 (Xã Ngọc Động, 玉洞社)
- 피하이사 (Xã Phi Hải, 非海社)
- 푹샌사 (Xã Phúc Sen, 福蓮社)
- 꽝흥사 (Xã Quảng Hưng, 廣興社)
- 뜨조사 (Xã Tự Do, 自由社)